# Semeneahivka, Cernihiv
Semeneahivka (în ucraineană Семенягівка) este un sat în comuna Pakul din raionul Cernihiv, regiunea Cernihiv, Ucraina.

## Demografie
Componența lingvistică a localității Semeneahivka
     Ucraineană (99,25%)
     Alte limbi (0,75%)
Conform recensământului din 2001, majoritatea populației localității Semeneahivka era vorbitoare de ucraineană (99,25%), existând în minoritate și vorbitori de alte limbi.